# サム・ハミントン
サム・ハミントン（Sam Hammington、샘 해밍턴、1977年7月31日 - ）は、大韓民国で活動中のオーストラリアの喜劇人である。本名はサミュエル・ハミントン（Samuel Hammington）。
オーストラリアで子役俳優として活動し、大韓民国では再演俳優として活動した。大韓民国の国籍はないが、永住権はある。2013年から"本物の男"に出演して全盛期を迎えた。

## 成長過程
1977年にニュージーランドで生まれた。ジェン・ラス（en）は、オーストラリアのキャスティングディレクターであり、父はニュージーランド人である。父は、ウェリントンのレストランを運営しながら、インテリアデザイナーとして活動した。母が放送人だったので、ハミントンは子供の頃から"ホリデーアイランド"など多くのTVシリーズに出演した。

## その他
2013年に長年交際していた韓国人の彼女、ジョン・ユミさんと大韓民国とニュージーランドで結婚した。その後、2016年7月12日に第1子(長男)となるウィリアム・ハミントン(William Hammington, 韓国名はジョン・テオ)が誕生。そして、2017年11月8日に第2子(次男)となるベントリー・ハミントン(Bentley Hammington, 韓国名はジョン・ウソン)が誕生した。2016年から現在、2人の息子と一緒に韓国放送公社(KBS2)の育児バラエティー番組の「スーパーマンが帰ってきた」に出演中。